# Люмінесцентний аналіз
Люмінесце́нтний ана́ліз (рос. люминесцентный анализ, англ. fluorimetric (fluorescence) analysis, luminescent analysis, нім. Lumineszenzanalyse f) — якісний і кількісний метод дослідження різних об'єктів, оснований на явищі люмінесценції. При люмінесцентному аналізі використовують фотолюмінесценцію, рентгенолюмінесценцію, катодолюмінесценцію або хемолюмінесценцію.

## Загальний опис
Найпоширеніший люмінесцентний аналіз — з використанням люмінесценції, збудженої ультрафіолетовим промінням. В залежності від того, як реєструють сигнал — після закінчення збудження чи через певний проміжок часу, розрізняють флуориметрію і фосфориметрію. У залежності від методу одержання спектра розрізняють: звичайну (класичну, традиційну), синхронну і похідну флуориметрію (фосфориметрію).
Крім того, виділяють люмінесцентний аналіз: прямий, непрямий, індикаторний і сортовий аналіз (сортування за інтенсивністю і кольором люмінесценції).
Люмінесцентний аналіз дає змогу визначити якісний та кількісний склад речовин. Застосовують у хімії, геології тощо. Його використовують у видимій області спектра. Перевага методу — висока чутливість, яка дозволяє ідентифікувати речовину при її кількості від 10−8—10−9 г до 10−10—10−12 г. Люмінесцентний аналіз може бути застосовано для дослідження понад 3000 органічних сполук, які мають власну люмінесценцію, флуоресціюючих неорганічних сполук: солей уранілу, лантанідів, комплексних галогенідів важких металів. Ряд цих сполук інтенсивно флуоресціюють після реакцій комплексоутворення, окиснення.

## Люмінесцентний аналіз у мінералогії
Люмінесцентний аналіз застосовується для визначення якісного та кількісного складу корисних копалин. Використання люмінесценції в мінералогічному аналізі основане на здатності багатьох мінералів світитися під дією ультрафіолетових промінів або потоку електронів (катодна люмінесценція). Індивідуальність спектрів люмінесценції та висока чутливість методу дозволяють знайти і діагностувати дрібні включення мінералів, а також їх присутність на поверхні деяких реагентних покрить. Відомо близько 150 мінералів, що люмінесцюють: апатит, барит, берил, гіпс, доломіт, каситерит, кварц, польові шпати, рутил, сфалерит, флюорит, шеєліт, циркон та ін. Люмінесценція кристалів характеризується положенням у спектрі смуг випромінювання і смуг збудження. Ідентифікація спектрів проводиться за положенням вузьких смуг шляхом зіставлення їх з довідковими даними по спектрам люмінесценції.

## ЛЮМІНЕСЦЕНТНИЙ АНАЛІЗ ВОД
Базується на спостереженні люмінесценції, а саме випромінювання розчинів при збудженні їх ультрафіолетовими променями. Чутливість бл. n⋅10-1 мкг/л.